# Савинац (Врачар)
Савинац је урбано насеље Београда, главног града Србије. Налази се на општини Врачар.

## Локација
Савинац се налази у западном делу општине и протеже се од трга Славија до Храма Светог Саве. Главне улице у насељу су Светог Саве, Макензијева и Булевар ослобођења. Првобитно се овај назив користио за део града на ком се данас налази Карађорђев парк, али тај део Београда више није у оквиру општине Врачар.

## Историја
Шира околина Савинца готово се у потпуности преклапа са некадашњим насељем Енглезовац. Градња Енглезовца је започела 1880. године, када је шкотски бизнисмен и назарен Франсис Макензи купио велики комад земље у близини (који је на крају постао познат као Енглезовац), раздвојио га на парцеле ради продаје и поклонио комад земље Српској православној цркви за изградњу Храма Светог Саве. Друштво за улепшавање Врачара предложило је београдском Градском већу да 31. марта 1894. године Енглезовац преименује у Савинац. Они су изјавили да је „срамота за српску престоницу да се цео округ зове Енглезовац“ и да је несхватљиво да се национална светиња (Храм Светог Саве) налази на страној имовини.
У ужем смислу, Савинац је само троугласти део између улица Светог Саве на истоку и Булевара ослобођења, који не припада Енглезовцу.
Међутим, назив Савинац постепено је избачен из јавне употребе, а једини остатак тог имена била је кафана Савинац која је затворена почетком 2000-их. Крајем осамдесетих, многе књиге и чланци о „старом Београду“ поново су постали популарни, па је израз Енглезовац, у то време већини људи непознат, поново ушао у употребу, али не и Савинац. Међутим, ни израз Енглезовац, као ни Савинац, није остао у употреби, а већина Београђана и даље овај део града назива Врачар.
Поред кафане Савинац, у овом насељу налазила се и кафана Мала астрономија, основана 1890-их, и кафана Орач, отворена 1948. Обе су се налазиле дуж улице Булевар ослобођења и срушене су 1996. године, а Орач је пресељен у Макензијеву улицу на Чубури.
Историјски гледано, Савинац је представљао географски крај Београда, супротно Калемегдану, део центра Београда на линији Калемегдан - Трг Републике - Теразије - Београђанка - Славија - Савинац, што је била траса трамвајске линије број 1 у првој половини 20. века.